# Ureaplasma urealyticum
Ureaplasma urealyticum je bakterie z čeledi Mycoplasmataceae. Její kmen je typ T960.

## Klinický význam
U. urealyticum je součástí běžné genitální flory mužů i žen. Nachází se u 80 % sexuálně aktivních lidí.
Někdy však způsobuje tzv. ureaplasmatické infekce. Tato bakterie byla zmiňována v souvislosti s různými lidskými nemocemi, včetně nespecifické uretritidy (NSU), neplodnosti, chorioamnionitidy, porod mrtvého plodu, předčasný porod a v perinatálním období pak v souvislosti se zápalem plic, bronchopulmonární dysplazií a meningitidou.
Nicméně vzhledem k relativně nízké patogenitě organismu je její role v některých z těchto onemocnění diskutabilní.